# Marlies Krämer

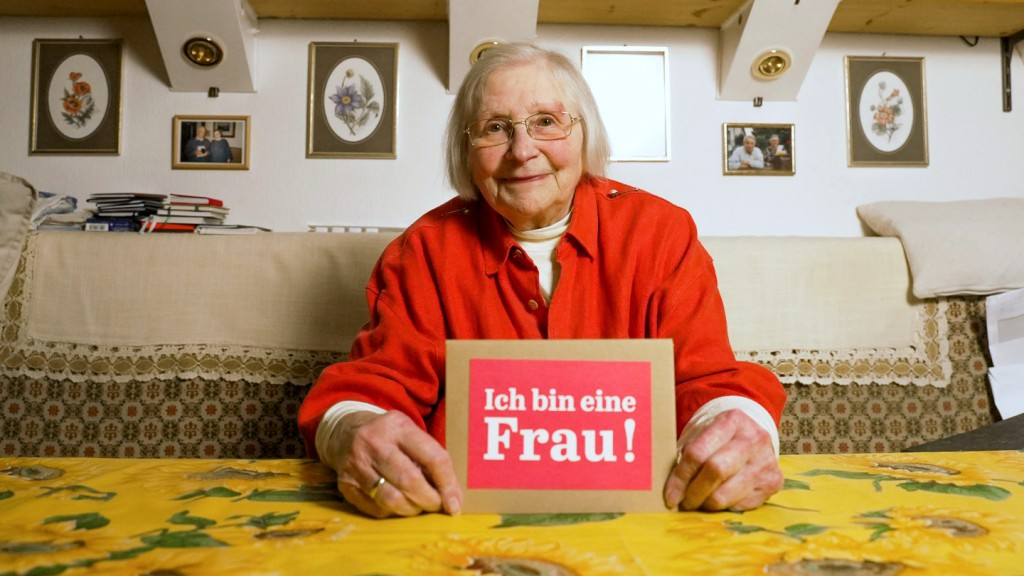
Marlies Krämer (2022)

Maria Elisabeth „Marlies“ Krämer (* 28. Dezember 1937 in Illingen) ist eine deutsche Kommunalpolitikerin, Feministin und Autorin.

## Politische Aktivitäten
Marlies Krämer machte eine Lehre als Verkäuferin, nachdem ihr Vater sich gegen ihre weitere Schulbildung ausgesprochen hatte. Sie absolvierte später ein Soziologie-Studium, durfte aber mangels Abitur keine Abschlussprüfungen ablegen.
Sie interessiert und engagiert sich seit mehr als 30 Jahren für feministische Themen. Insbesondere ist ihr die Gleichbehandlung von Männern und Frauen in der Sprache ein Anliegen, das sie mit Nachdruck vertritt.
Als in den 1990er Jahren ihr Reisepass verlängert werden musste, störte sich Krämer daran, dass nur die Formulierung „Inhaber“ bei der Unterschrift vorgegeben war. Sie zog vor Gericht und erreichte, dass seit 1996 die Formulierung „Inhaber bzw. Inhaberin“ benutzt wird. Die Frauenzeitschrift Emma erklärte sie daraufhin zur „Heldin des Alltags“, Jürgen von der Lippe lud sie in seine Fernsehsendung ein.
Im Jahr 1998 setzte sie sich für die Umbenennung der bis dahin in Deutschland gängigen Praxis, Tiefdruckgebiete nur mit Frauennamen zu kennzeichnen, ein. Seit 1999 erhalten daher die Tiefdruckgebiete jährlich wechselnd in einem Jahr weibliche und im folgenden Jahr männliche Vornamen.
2009 kettete sich Krämer an eine 300 Jahre alte Eiche an der A 623, um die Fällung des Baumes zu verhindern.
Im Februar und März 2018 berichteten zahlreiche überregionale Medien über Krämers Verfahren vor dem Bundesgerichtshof (Az. VI ZR 143/17, 13. März 2018), mit dem sie erreichen wollte, dass die Sparkasse neben dem Generischen Maskulinum wie „Kontoinhaber“ oder „Empfänger“ auch „Kontoinhaberin“ oder „Empfängerin“ verwendet. Insbesondere möchte sie als „Kundin“ angesprochen werden statt mit der maskulinen Wortform „Kunde“. Sie unterlag vor Gericht. Die Präsidentin des Deutschen Juristinnenbundes, Maria Wersig, bedauerte die Entscheidung des BGH und erklärte, in Sachen geschlechtergerechter Sprache bleibe viel zu tun. Krämer kündigte an, vor das Bundesverfassungsgericht und notfalls vor den Europäischen Gerichtshof zu ziehen. Im Juli 2020 nahm das Bundesverfassungsgericht die Verfassungsbeschwerde nicht zur Entscheidung an, weil sie den Begründungsanforderungen nicht genügte.

## Ämter
Marlies Krämer engagierte sich auch auf der kommunalpolitischen Ebene, insbesondere in der Umweltpolitik. Von 1987 bis 1994 gehörte sie als SPD-Mitglied dem Stadtrat von Sulzbach/Saar an, davon vier Jahre lang als umweltpolitische Sprecherin. 2008 trat sie aus der SPD aus und wurde Mitglied der Partei Die Linke, deren Ortsverbandsvorsitzende und Sprecherin für Umwelt und Kultur sie wurde. Nach ihrem Rückzug von ihren politischen Ämtern nach der Kommunalwahl 2014 ernannte ihre Partei sie zur Ehrenvorsitzenden des Ortsverbandes Sulzbach.

## Privatleben
Im Jahr 1958 heiratete Marlies Krämer; ihr Ehemann verstarb 1972. Sie ist Mutter von vier Kindern, erlitt nach eigener Aussage einige Fehlgeburten sowie Eileiterschwangerschaften. Weder heiratete sie ihren Lebensgefährten Günter Meyer, noch zog sie mit ihm zusammen. Er starb 2019.

## Auszeichnungen
- Im März 2020 am Weltfrauentag wurde Marlies Krämer mit dem Marie Juchacz-Frauenpreis der Landesregierung von Rheinland-Pfalz geehrt für ihren lebenslangen Einsatz für die Gleichstellung von Mann und Frau in Alltag, Sprache und Politik.[17]
- Im Juli 2020 wurde im Rahmen einer Kunstaktion der Hochschule der Bildenden Künste Saar der Rathausplatz in Saarbrücken in Marlies Krämer Platz umbenannt.[18]

## Veröffentlichungen (Auswahl)
- mit Dolly Hüther: Wenn politische Frauen kuren… Erfahrungen und Tips von A bis Z. Hempel, Lebach 1991, ISBN 978-3-928598-45-3.
- Supermarkt Frühlingswiese: Eine Umweltgeschichte. Conte, Saarbrücken 2001, ISBN 978-3-9808118-1-1.
- Wirbel im Blätterwald: gesammelte Wortmeldungen. Conte, Saarbrücken 2003, ISBN 978-3-936950-02-1.
- Tausend und ein Frauenleben. Conte, Saarbrücken 2004, ISBN 978-3-936950-14-4.
- Aus Liebe zur Wirklichkeit. Gedichte. Conte, Saarbrücken 2005, ISBN 978-3-936950-32-8.

## Dokumentationen
- Camilo Berstecher Barrero: Die Kundin. Deutschland 2021 – Dokumentarfilm über das Leben und das Wirken von Marlies Krämer (65 Minuten).[19][20]
- Camilo Berstecher Barrero: Marlies Krämer – die sanfte Rebellin. Saarländischer Rundfunk, Deutschland 2022 (44 Minuten).[21]